# Światowy Dzień Sztuki
Światowy Dzień Sztuki (ang. World Art Day) – międzynarodowe święto sztuk pięknych, które zostało ogłoszone przez Międzynarodowe Stowarzyszenie Sztuk Plastycznych (IAA) w celu promowania świadomości aktywności twórczej na całym świecie. Obchodzone jest corocznie 15 kwietnia od 2012 roku.

## Ustanowienie
Podczas 17. Walnego Zgromadzenia Międzynarodowego Stowarzyszenia Artystycznego w Guadalajarze została przedstawiona propozycja ogłoszenia 15 kwietnia jako Światowego Dnia Sztuki, a pierwsze obchody miały miejsce w 2012 roku. Propozycję tę zgłosił Bedri Baykam z Turcji, a współpodpisali ją Rosa Maria Burillo Velasco z Meksyku, Anne Pourny z Francji, Liu Dawei z Chin, Christos Symeonides z Cypru, Anders Liden ze Szwecji, Kan Irie z Japonii, Pavel Kral ze Słowacji, Dev Chooramun z Mauritiusu i Hilde Rognskog z Norwegii. Została ona jednogłośnie zaakceptowana przez Walne Zgromadzenie.
Data została ustalona na cześć urodzin Leonarda da Vinci. Da Vinci został wybrany jako symbol pokoju na świecie, wolności słowa, tolerancji, braterstwa i wielokulturowości, a także znaczenia sztuki dla innych dziedzin.
Światowy Dzień Sztuki jest także uwzględniony w kalendarzu UNESCO.

## Minione uroczystości
Pierwszy Światowy Dzień Sztuki, który odbył się 15 kwietnia 2012 r., wsparły wszystkie komitety narodowe IAA i 150 artystów, w tym z Francji, Szwecji, Słowacji, Republiki Południowej Afryki, Cypru i Wenezueli, jednak intencją wydarzenia jest jego uniwersalny charakter. Wydarzenia były zróżnicowane, od specjalnych godzin muzealnych po konferencje i nie tylko. Przykładowo, Wenezuela zorganizowała plenerowe wystawy sztuki, prezentujące obrazy, rzeźby, grafiki, wideo i inne dzieła sztuki, a jednocześnie odbyły się również pokazy florenckiej kuchni na cześć Da Vinci.
Więcej wydarzeń miało miejsce na całym świecie w 2013 roku, w tym w miejskim muzeum sztuki Mbombela w RPA. Nie obyło się jednak bez kontrowersji, kiedy podczas uroczystości w Szwecji, szwedzka minister kultury Lena Adelsohn Liljeroth pokroiła genitalia Afrykanki przedstawionej na torcie. Sztuka performance miała być oświadczeniem przeciwko okaleczaniu narządów płciowych, ale wielu uznało to przedstawienie za rasistowskie.
Światowy Dzień Sztuki był również wspierany online, zwłaszcza przez Google Art Project.